# Lyelliana ancyloma
Lyelliana ancyloma là một loài bướm đêm trong họ Geometridae.